# 2 Live Crew
The 2 Live Crew ([tu laɪv kɹuː]) — американская хип-хоп-группа из Майами (штат Флорида).
Отличалась крайне непристойными текстами песен.
Прославилась в 1989 году с песней «Me So Horny» и альбомом As Nasty as They Wanna Be.
Несмотря на то, что на радио песню «Me So Horny» почти не ставили, в сентябре она вошла в «горячую сотню» «Билборда», где в итоге провела 30 недель, достигнув первой сороковки.

## История
Группа зародилась в Калифорнии как трио, куда входили Fresh Kid Ice (наст. имя: Крис Вон Вон, род. в Тринидаде), DJ Mr. Mixx (наст. имя: Дэвид Хоббс) и Amazing V.
В 1985 году у 2 Live Crew вышел дебютный сингл, озаглавленный «Revelation». Популярность этой песни во Флориде привела к тому, что двое участников (без Amazing V) переехали в Майами, где к ним присоединился Brother Marquis (наст. имя: Марк Росс).

## Полемика вокруг содержания песен группы
Как пишет музыкальный сайт AllMusic,

Ни одна рэп-группа (за исключением, возможно, N.W.A.) не вызвала такого скандала и более жарких дебатов, чем 2 Live Crew.

Когда в 1989 году группа выпустила альбом As Nasty as They Wanna Be, экстремальная графичность порнографических текстов песен на нём вызвала страшный скандал. Причём, как пишет всё тот же сайт AllMusic, защитники права группы на гарантированные Первой поправкой свободы оказались в неловком положении: с одной стороны, они страстно поддерживали свободу слова, а с другой стороны, тексты группы не обладали художественной ценностью и реально были очень грубыми, да порой ещё и женоненавистническими.

## Дискография
См. «2 Live Crew discography» в английском разделе.